# Plants for a Future
Plants For A Future ist eine britische Non-Profit-Organisation in Dawlish, die sich mit der Kultivierung und Erhaltung von nützlichen und essbaren Pflanzen befasst. In Südwest-England  werden solche Pflanzen versuchsweise angebaut. Es wird ein Onlinekatalog unterhalten, über den ein Teil der Pflanzen bezogen werden kann. Das Hauptaugenmerk der  gemeinnützigen
Organisation liegt auf ausdauernden, mehrjährigen Pflanzen.

## Ziele
“The Charity’s objectives are to advance the education of the public by the promotion of all aspects of ecologically sustainable vegan-organic horticulture and agriculture with an emphasis on tree, shrub and other perennial species; and the undertaking of research into such horticulture and agriculture, and dissemination of the results of such research.”

„Die Ziele der Organisation sind, die Ausbildung um den Nutzen aller Aspekte der ökologischen Nachhaltigkeit, biologisch-veganem Gartenbau und Landwirtschaft, mit Schwerpunkt auf Bäume, Stauden/Büsche und andere ausdauernde Pflanzen zu befördern und Forschung auf dem Gebiet des Gartenbaus und der Landwirtschaft zu fördern und die Ergebnisse dieser Forschung zu veröffentlichen“

## Außenwirkung
Die Webseite enthält eine Onlinedatenbank mit rund 7000 Pflanzen, die im Vereinigten Königreich (oder Regionen mit vergleichbarem Klima) angebaut werden können. Die Sammlung wurde von Ken Fern angelegt und kann kostenfrei online genutzt, gegen eine Gebühr heruntergeladen oder als CD erworben werden. Die Datenbank wird aufgrund ihres Umfangs und ihrer Qualität häufig zitiert.
Die Organisation beteiligt sich an der öffentlichen Diskussion durch Veröffentlichungen von Büchern. Die Mitglieder haben an verschiedenen Konferenzen teilgenommen und sind auch Teilnehmer am International Permaculture Research Project.

## Veröffentlichungen
- Fern, Ken: Plants for a Future: Edible and Useful Plants for a Healthier World. Hampshire: Permanent Publications, 1997, ISBN 1-85623-011-2.
- Edible Plants: An inspirational guide to choosing and growing unusual edible plants. 2012, ISBN 978-1-4811-7001-7.
- Woodland Gardening: Designing a low-maintenance, sustainable edible woodland garden. 2013, ISBN 978-1-4840-6916-5.
- Edible Trees: A practical and inspirational guide from Plants For A Future on how to grow and harvest trees with edible and other useful produce. 2013, ISBN 978-1-4937-3610-2.
- Plantes Comestibles: Le guide pour vous inspirer à choisir et cultiver des plantes comestibles hors du commun. 2014, ISBN 978-1-4959-1469-0.
- Edible Perennials: 50 Top perennial plants from Plants For A Future. 2015.